# Elisabeth Fraas
Elisabeth Fraas es una deportista danesa que compitió en remo. Ganó dos medallas en el Campeonato Mundial de Remo, en los años 1984 y 1991.

## Palmarés internacional
| Campeonato Mundial | Campeonato Mundial | Campeonato Mundial | Campeonato Mundial |
| Año                | Lugar              | Medalla            | Prueba             |
| ------------------ | ------------------ | ------------------ | ------------------ |
| 1984               | Montreal (Canadá)  | Medalla de oro     | Doble scull ligero |
| 1991               | Viena (Austria)    | Medalla de bronce  | Doble scull ligero |